# شروین قطعه‌ای
شروین قطعه‌ای (زاده ۲۲ اسفند ۱۳۴۷ تهران)، صداپیشه، مدیر دوبلاژ و مدرس گویندگی ایرانی است. وی فرزند امیرهوشنگ قطعه‌ای از صداپیشههای با سابقه کشور است. وی گویندگی را از سال ۱۳۷۱ به تشویق پدرش آغاز کرد. شروین قطعه‌ای دارای مدرک کارشناسی حفاظت و مرمت دارایی فرهنگی است.
او که مانند پدرش، مهارت و هوش بالایی در این حرفه دارد و کنجکاوی در حرفه پدرش، عامل اصلی پیشرفت او در عرصه گویندگی است، وی به جهت فارغ‌التحصیلی در رشته گرافیک، اوایل مدتی به کارهای تصویری مشغول بود، که به خاطر وقفه ای کوتاه، تصمیم گرفت که وارد کار دوبله شود. از سال ۱۳۷۱ در حرفه دوبله و گویندگی آغاز به کار کرده‌است و تا به امروز که در این حرفه تدریس می‌کنند، وی اولین گویندگی نقش شاخص خود را در فیلم سینمایی ایرانیِ آینه و مرداب به مدیریت جلال مقامی انجام داد و تا به حال آثار ماندگار و زیبایی را از خود به یادگار گذاشته‌است. اما دزدان دریایی کارائیب، سوگلی تمام نقش‌هایی است که شروین قطعه‌ای گویندگی کرده‌است. نقشی سخت و پرتحرک، با بازی درخشان، بازیگوش و خیره کننده جانی دپ که انگار برای او ساخته و طراحی شده‌است. دوبله به جای پیتر پارکر در فیلم پر طرفدار مرد عنکبوتی و کمیسر ناوارو به جای بلومه، از دیگر هنرنمایی‌های شروین قطعه‌ای در حوزه دوبله است.

## صداپیشگی
| فیلم / سریال                                 | نقش                         | بازیگر                  |
| -------------------------------------------- | --------------------------- | ----------------------- |
| دزدان دریایی کارائیب: نفرین مروارید سیاه     | جک اسپارو                   | جانی دپ                 |
| دزدان دریایی کارائیب: صندوقچه مرد مرده       | جک اسپارو                   | جانی دپ                 |
| دزدان دریایی کارائیب: پایان جهان             | جک اسپارو                   | جانی دپ                 |
| دزدان دریایی کارائیب: سوار بر امواج ناشناخته | جک اسپارو                   | جانی دپ                 |
| دزدان دریایی کارائیب: مردگان حکایت نمی‌کنند   | جک اسپارو                   | جانی دپ                 |
| موردکای                                      | چارلی مورتدکای              | جانی دپ                 |
| رنجر تنها                                    | تنتو                        | جانی دپ                 |
| شهر دروغ‌ها                                   | راسل پول                    | جانی دپ                 |
| در انتظار بربرها                             | سرهنگ جول                   | جانی دپ                 |
| مرد مرده                                     | ویلیام بلیک                 | جانی دپ                 |
| میناماتا                                     | دابلیو. یوجین اسمیت         | جانی دپ                 |
| ادوارد دست‌قیچی                               | ادوارد                      | جانی دپ                 |
| قتل در قطار سریع‌السیر شرق                    | جان کاستی                   | جانی دپ                 |
| جانوران شگفت‌انگیز و زیستگاه آن‌ها             | گلرت گریندل‌والد             | کالین فارل و جانی دپ    |
| جانوران شگفت‌انگیز: جنایات گریندل‌والد         | گلرت گریندل‌والد             | جانی دپ                 |
| ددپول ١                                      | ددپول                       | رایان رینولدز           |
| ددپول ۲                                      | ددپول                       | رایان رینولدز           |
| ددپول و ولورین                               | ددپول                       | رایان رینولدز           |
| حیات                                         | روری آدامز                  | رایان رینولدز           |
| شش زیرزمینی                                  | یک                          | رایان رینولدز           |
| گرین لنترن                                   | هل جردن                     | رایان رینولدز           |
| اعلان قرمز                                   | نولان بوت                   | رایان رینولدز           |
| کارآگاه پیکاچو                               | کارآگاه پیکاچو              | رایان رینولدز           |
| محافظ همسر یک آدم‌کش                          | مایکل برایس                 | رایان رینولدز           |
| محافظ یک آدم‌کش                               | مایکل برایس                 | رایان رینولدز           |
| دوستان خیالی                                 | کال                         | رایان رینولدز           |
| خطر پرواز                                    | داریل                       | مارک والبرگ             |
| خانواده فوری                                 | پیت واگنر                   | مارک والبرگ             |
| ۲ اسلحه                                      | مایکل استیگمن               | مارک والبرگ             |
| زمان من                                      | سالی                        | مارک والبرگ             |
| تک تیرانداز                                  | باب لی                      | مارک والبرگ             |
| آنچارتد                                      | سالی                        | مارک والبرگ             |
| محموله                                       | کریس فارادی                 | مارک والبرگ             |
| کسب‌وکار ایتالیایی                            | چارلی کروکر                 | مارک والبرگ             |
| مرد عنکبوتی ١                                | پیتر پارکر (مجموعه سم ریمی) | توبی مگوایر             |
| مرد عنکبوتی ۲                                | پیتر پارکر (مجموعه سم ریمی) | توبی مگوایر             |
| مرد عنکبوتی ۳                                | پیتر پارکر (مجموعه سم ریمی) | توبی مگوایر             |
| مرد عنکبوتی: راهی به خانه نیست               | پیتر پارکر (مجموعه سم ریمی) | توبی مگوایر             |
| تاکسی ۴                                      | امیلین                      | فردریک دیفنتال          |
| دوران کهن                                    | نیک کارتر                   | داگلاس هنشال            |
| مرد عنکبوتی شگفت‌انگیز                        | پیتر پارکر                  | اندرو گارفیلد           |
| مرد عنکبوتی شگفت‌انگیز ۲                      | پیتر پارکر                  | اندرو گارفیلد           |
| رویای فرمانروای بزرگ                         | کیم چون چو                  | چوی سو جونگ             |
| هابیت: یک سفر غیرمنتظره                      | بیلبو بگینز                 | مارتین فریمن            |
| هابیت: برهوت اسماگ                           | بیلبو بگینز                 | مارتین فریمن            |
| هابیت: نبرد پنج سپاه                         | بیلبو بگینز                 | مارتین فریمن            |
| شرلوک                                        | دکتر جان واتسن              | مارتین فریمن            |
| فارگو                                        | لستر نیگارد                 | مارتین فریمن            |
| کاپیتان آمریکا: جنگ داخلی                    | اورت راس                    | مارتین فریمن            |
| پلنگ سیاه                                    | اورت راس                    | مارتین فریمن            |
| پلنگ سیاه: واکاندا تا ابد                    | اورت راس                    | مارتین فریمن            |
| تهاجم مخفی                                   | اورت راس                    | مارتین فریمن            |
| تیم آ                                        | تمپلتون پک                  | بردلی کوپر              |
| کلمات                                        | روری جانسن                  | بردلی کوپر              |
| کوچه کابوس                                   | استن کارلایل                | بردلی کوپر              |
| نگهبانان کهکشان                              | راکت راکون                  | بردلی کوپر              |
| نگهبانان کهکشان بخش ۲                        | راکت راکون                  | بردلی کوپر              |
| انتقام‌جویان: جنگ ابدیت                       | راکت راکون                  | بردلی کوپر              |
| انتقام‌جویان: پایان بازی                      | راکت راکون                  | بردلی کوپر              |
| نگهبانان کهکشان ویژه تعطیلات                 | راکت راکون                  | بردلی کوپر              |
| ثور: عشق و آذرخش                             | راکت راکون                  | بردلی کوپر              |
| نگهبانان کهکشان بخش ۳                        | راکت راکون                  | بردلی کوپر              |
| سوپرمن                                       | جور-ال                      | بردلی کوپر              |
| بازی مرکب                                    | سونگ گی هون، بازیکن ۴۵۶     | لی جونگ جه              |
| دنیای جدید                                   | لی جا سونگ                  | لی جونگ جه              |
| جنگجویان سپیده‌دم                             | تو وو                       | لی جونگ جه              |
| اکلایت                                       | سول                         | لی جونگ جه              |
| ونوم: آخرین رقص                              | ادی براک                    | تام هاردی               |
| تلقین                                        | ایمز                        | تام هاردی               |
| موتورسواران                                  | جانی دیویس / بنی کراوس      | تام هاردی / آستین باتلر |
| تلماسه: بخش دو                               | فیض-روثا                    | آستین باتلر             |
| اربابان آسمان                                | سرگرد گیل کلیون             | آستین باتلر             |
| ناوارو                                       | جوزف بلومه                  | دنیل ریاله              |
| لاک‌پشت‌های نینجا                              | رافائل                      | گریگ آبی                |
| کارتوش قهرمان خیابان ها                      | کارتوش                      | ادگار گیوری             |
| پسران بد ۲                                   | جانی تایپا                  | جوردی مویا              |
| مردگان متحرک                                 | دریل دیکسون                 | نورمن ریدس              |
| مردگان متحرک: دریل دیکسون                    | دریل دیکسون                 | نورمن ریدس              |
| پادماواتی                                    | علاءالدین خلجی              | رانویر سینگ             |
| دوباره سینگهام                               | سیمبا                       | رانویر سینگ             |

## مدیریت دوبلاژ
انگل ۲۰۱۹
فارگو (فصل ۱)
مرد عنکبوتی شگفت‌انگیز ١
مرد عنکبوتی شگفت‌انگیز ۲
ددپول ١
ددپول ۲
ددپول و ولورین
بندباز ۲۰۱۵
لاک‌پشت‌های نینجا ۱۹۹۰
گاو خشمگین ١٩٨٠
نگهبانان کهکشان
نگهبانان کهکشان بخش ۲
ادوارد دست‌قیچی ١٩٩٠
قتل در قطار سریع‌السیر شرق ۲۰۱۷
مرد مرده ١٩٩۵
قربانی پیاده ٢٠١۴
اسب‌های وحشی ۲۰۱۵
شهر دروغ‌ها ٢٠١٨